# (64296) Hokoon
(64296) Hokoon est un astéroïde de la ceinture principale.

## Description
(64296) Hokoon est un astéroïde de la ceinture principale. Il fut découvert le 24 octobre 2001 à l'observatoire Desert Eagle par William Kwong Yu Yeung. Il présente une orbite caractérisée par un demi-grand axe de 2,39 UA, une excentricité de 0,11 et une inclinaison de 6,9° par rapport à l'écliptique.

## Compléments